# Resolució 1339 del Consell de Seguretat de les Nacions Unides
La Resolució 1339 del Consell de Seguretat de les Nacions Unides fou adoptada per unanimitat el 31 de gener de 2001. Després de reafirmar totes les resolucions sobre Abkhàzia i Geòrgia, particularment la 1311 (2000), el Consell va ampliar el mandat de la Missió d'Observació de les Nacions Unides a Geòrgia (UNOMIG) fins al 31 de juliol de 2001.
En el preàmbul de la resolució, el Consell va destacar que la manca de progrés en un acord entre ambdues parts era inacceptable. La situació es va mantenir tranquil·la, tot i que la zona de conflicte es va mantenir volàtil i les tropes de la UNOMIG i de manteniment de la pau de la Comunitat d'Estats Independents (CIS) havien fet importants contribucions cap a l'estabilització de la regió.
El Consell de Seguretat va donar suport als esforços del Secretari General Kofi Annan i del seu representant especial i d'altres per promoure l'estabilització de la situació. El representant especial va presentar una proposta sobre la distribució de competències constitucionals entre Tbilisi i Sukhumi; es va destacar la necessitat d'augmentar els esforços per a un projecte de proposta sobre rehabilitació econòmica i el retorn dels refugiats a la regió de Gali. Es va instar a la part abkhaz, en particular, a participar en negociacions, i Ucraïna va celebrar la tercera reunió entre les dues parts sobre mesures de foment de la confiança al març de 2001.
La resolució va reafirmar la inacceptabilitat dels canvis demogràfics derivats del conflicte i que tots els refugiats tenien dret a tornar. Es van condemnar totes les violacions de l'Acord d'Alto el Foc i Separació de Forces de 1994, en particular l'exercici militar que inplica l'ús d'armes pesants el novembre de 2000 que es va assenyalar en l'informe del secretari general. Al mateix temps, es va deplorar l'augment de la criminalitat i l'activitat dels grups armats, ja que va tenir un efecte desestabilitzador. Es va denunciar el segrest de dos observadors militars de la UNOMIG al desembre de 2000 i es va reiterar la necessitat que ambdues parts garantissin la seguretat, la integritat i la llibertat de circulació de les forces de manteniment de la pau de la UNOMIG i la CEI.
Finalment, es va demanar al secretari general que mantingués informat regularment al Consell sobre els esdeveniments i que informés en un termini de tres mesos sobre la situació.